# Mrisen (Juwiring)
Mrisen is een bestuurslaag in het regentschap Klaten van de provincie Midden-Java, Indonesië. Mrisen telt 2948 inwoners (volkstelling 2010).